# Washpen Falls
Die Washpen Falls sind ein Wasserfall im Gebiet der Ortschaft Windwhistle im Selwyn District der Region Canterbury auf der Südinsel Neuseelands. Er liegt im Oberlauf des Washpen Creek. Seine Fallhöhe beträgt etwa 22 Meter.
Vom kostenpflichtigen Parkplatz beim Gehöft Birch View am Ende des Stichwegs der Washpen Road führt ein Wanderweg in rund 45 Minuten zum Wasserfall.